# Campionato europeo maschile under 20 di pallavolo
Il campionato europeo maschile under 20 di pallavolo è una competizione pallavolistica, organizzata dalla CEV, per squadre nazionali europee, riservata a giocatori con un'età inferiore di 20 anni.

## Albo d'oro
| Edizione      | Edizione             | Podio            | Podio          | Podio                             |
| Anno          | Organizzatore        | Campione         | Seconda        | Terza                             |
| ------------- | -------------------- | ---------------- | -------------- | --------------------------------- |
| 1966 Dettagli | Ungheria             | Unione Sovietica | Bulgaria       | Cecoslovacchia                    |
| 1969 Dettagli | Unione Sovietica     | Unione Sovietica | Bulgaria       | Romania                           |
| 1971 Dettagli | Spagna               | Unione Sovietica | Polonia        | Bulgaria                          |
| 1973 Dettagli | Paesi Bassi          | Unione Sovietica | Cecoslovacchia | Polonia                           |
| 1975 Dettagli | Germania Ovest       | Unione Sovietica | Cecoslovacchia | Polonia                           |
| 1977 Dettagli | Francia              | Unione Sovietica | Cecoslovacchia | Germania Est                      |
| 1979 Dettagli | Portogallo           | Unione Sovietica | Bulgaria       | Germania Est                      |
| 1982 Dettagli | Germania Ovest       | Unione Sovietica | Germania Ovest | Germania Est                      |
| 1984 Dettagli | Francia              | Unione Sovietica | Bulgaria       | Italia                            |
| 1986 Dettagli | Ungheria             | Bulgaria         | Romania        | Germania Ovest                    |
| 1988 Dettagli | Italia               | Unione Sovietica | Italia         | Bulgaria                          |
| 1990 Dettagli | Germania             | Unione Sovietica | Italia         | Germania Ovest                    |
| 1992 Dettagli | Polonia              | Italia           | Spagna         | Comunità degli Stati Indipendenti |
| 1994 Dettagli | Turchia              | Russia           | Francia        | Italia                            |
| 1996 Dettagli | Israele              | Polonia          | Italia         | Russia                            |
| 1998 Dettagli | Rep. Ceca            | Russia           | Francia        | Rep. Ceca                         |
| 2000 Dettagli | Italia               | Russia           | Italia         | Francia                           |
| 2002 Dettagli | Polonia              | Italia           | Francia        | Germania                          |
| 2004 Dettagli | Croazia              | Russia           | Paesi Bassi    | Germania                          |
| 2006 Dettagli | Russia               | Russia           | Francia        | Italia                            |
| 2008 Dettagli | Rep. Ceca            | Francia          | Germania       | Russia                            |
| 2010 Dettagli | Bielorussia          | Russia           | Bulgaria       | Serbia                            |
| 2012 Dettagli | Danimarca Polonia    | Italia           | Spagna         | Belgio                            |
| 2014 Dettagli | Rep. Ceca Slovacchia | Russia           | Polonia        | Francia                           |
| 2016 Dettagli | Bulgaria             | Polonia          | Ucraina        | Russia                            |
| 2018 Dettagli | Paesi Bassi          | Russia           | Rep. Ceca      | Belgio                            |
| 2020 Dettagli | Rep. Ceca            | Russia           | Italia         | Belgio                            |
| 2022 Dettagli | Italia               | Italia           | Polonia        | Bulgaria                          |
| 2024 Dettagli | Serbia Grecia        | Francia          | Bulgaria       | Rep. Ceca                         |

## Medagliere
| Pos. | Squadra                           | 1º posto | 2º posto | 3º posto | Totale |
| ---- | --------------------------------- | -------- | -------- | -------- | ------ |
| 1    | Unione Sovietica                  | 11       | -        | -        | 11     |
| 2    | Russia                            | 9        | -        | 3        | 12     |
| 3    | Italia                            | 4        | 5        | 3        | 12     |
| 4    | Francia                           | 2        | 4        | 2        | 8      |
| 5    | Polonia                           | 2        | 3        | 2        | 7      |
| 6    | Bulgaria                          | 1        | 6        | 3        | 10     |
| 7    | Cecoslovacchia                    | -        | 3        | 1        | 4      |
| 8    | Germania Ovest Germania           | -        | 2        | 4        | 6      |
| 9    | Spagna                            | -        | 2        | -        | 2      |
| 10   | Rep. Ceca                         | -        | 1        | 2        | 3      |
| 11   | Romania                           | -        | 1        | 1        | 2      |
| 12   | Paesi Bassi                       | -        | 1        | -        | 1      |
| 12   | Ucraina                           | -        | 1        | -        | 1      |
| 14   | Belgio                            | -        | -        | 3        | 3      |
| 14   | Germania Est                      | -        | -        | 3        | 3      |
| 16   | Comunità degli Stati Indipendenti | -        | -        | 1        | 1      |
| 16   | Serbia                            | -        | -        | 1        | 1      |